# 项昌乐
项昌乐（1963年4月—），男，安徽霍山人，中国车辆传动专家，中国工程院院士，中国科学技术协会常务委员。现任大连理工大学党委书记。

## 生平
1980年毕业于安徽霍山中学。1983年12月加入中国共产党。1984年、1987年、2001年分别获北京理工大学工学学士、工学硕士和工学博士学位。
2014年11月任北京理工大学党委常委、副校长。2015年5月任北京理工大学党委副书记、副校长。2019年9月任北京理工大学党委常务副书记。
2021年10月任大连理工大学党委书记。